# Zasupojiwka
Zasupojiwka (ukr. Засупоївка) – wieś na Ukrainie, w obwodzie kijowskim, w rejonie boryspolskim, w hromadzie Jahotyn. W 2001 liczyła 756 mieszkańców, spośród których 726 wskazało jako ojczysty język ukraiński, 28 rosyjski, a 2 białoruski.